# Рене Ребетец
Рене Ребетец-Кортес (1933, Субачокуе — 1999, острів Провіденсія) — колумбійський письменник-фантаст, автор фантастичної літератури та режисер.

## Біографія
Ребетец - син швейцарського годинникаря та Лукреції, колумбійської художниці та вчительки малювання. Його батько помер, коли йому було чотири роки, тому мати з сином переїхали в місто Богота, щоб залишитися з його дідом, скульптором Діонісіо Кортесом. Уже в той час він із задоволенням читає Салгарі, Стівенсона, Діккенса та Жуля Верна. Художник Хуан Карлос Мояно розповідає про його дитинство:
Перед поїздкою до Швейцарії Ребетез був свідком Боготазо. Його пам'ять вловлює резонанс того полудня пожеж і трупів, ніби це був жахливий фільм. Пожежі та детонації наповнюють його спогади. 9 квітня 1948 року він блукав вулицями, розгублений, спостерігаючи апокаліптичні видіння палаючого міста, як у страшному сні. У той час він був бунтарем, якому довелося покинути середню школу Сервантеса, де він зустрів друга, старшого за нього, провідника скаутської групи: Каміло Торреса Рестрепо, молодого чоловіка, який згодом став священиком і партизаном, символом романтичне повстання, яке він намагався змінити історію країни та континенту. Ребетеза прийняли в школу Сан-Бартоломе, але того ж року вигнали звідти перед випускними іспитами. Він був відмінним учнем, але його гріховне ставлення завжди ставило його на ганебний стовп префектів.
У віці 16 років він сідає на корабель у порт Буенавентура і їде до Женеви та інших міст Швейцарії, де починає писати вірші. Там він знайомиться з родиною свого батька, служить у війську та в Женевському університеті вивчає економіку, професією, якою він ніколи не займався. Коли він міг, їздив до Парижа, де писав, перекладав і був частиною богеми Латинського кварталу. Сам Ребетец каже:
Однієї зимової ночі в готелі без опалення я проводив ритуал письменника. Через вікно я бачу, що мої друзі веселяться, з дівчатами та вином, захищаючись від холоду та нудьги. Я відчував, що втрачаю час і що життя вислизає від мене. Я негайно спустився вниз і приєднався до вечірки, можливо, назавжди, тому що я ніколи не хотів повертатися в холодну кімнату письменницького творця, чужого динаміці життя. Я поринув у великий келих шампанського, в море шуму і ароматів. Ось чому я ніколи не міг дотримуватися розпорядку інтелектуала, і мої читання ніколи не мали суворої дисципліни. Писати й читати мало бути задоволенням. Є письменники, які ставлять між собою та життям письмовий стіл чи бібліотеку. Я пішов на шлях радості. Писати було частиною подорожі, і я вважав себе мандрівником… Я вважаю, що ми багато міркували і мало жили, і це призвело до інтелектуальної культури, яка розходиться з реальністю. Якщо письменник не має досвіду, це може бути великою небезпекою не тільки для нього, але й для інших.
У віці 23 років він повернувся до Колумбії, де присвятив себе виготовленню сиру, а пізніше продав підписку на журнал Vision. Ця робота дозволяє отримати доступ до певних сфер влади:
Я познайомився з багатьма освіченими людьми, обмінявся ідеями, інформацією, полемікою і продовжував писати самостійно. Потім, через кілька місяців, він був менеджером Visión у Колумбії, мав тісний контакт із штаб-квартирою в Мексиці та був одним із кореспондентів. Я почав писати для кількох міжнародних журналів і мав певну здатність рухатися. Пізніше компанія Visión купила журнал Semana, головою якого був Альберто Льерас, і я зрештою керував обома виданнями безпідставно. У мене була точка зору, щоб оцінити реальність країни. Правлячий клас мене повністю розчарував. Відтоді — і задовго до того — корупція, дріб'язковість і незграбність були порадниками влади. З іншого боку, я встановив стосунки з видатними, цінними постатями, які люблять пам'ять: Раміро де ла Еспріелла, Хорхе Чайлд, Омар Райо, Хорхе Гайтан Дуран.
Досягнувши цієї посади, Ребетез йде з неї. Пише революційні вірші; він дружить з надаїстами; Каміло Торрес направляє його до повстанців; він закінчує подорож до Куби, де підтримує кубинську революцію. Знайомиться з Че Геварою та зв'язується з Сантерією:
Старовинні вирази міст завжди приваблювали мене. Я вивчав їх як антропологічну справу, але прямий контакт змінив для мене деякі критерії. Пізніше структуралізм Леві Страуса допоміг мені зрозуміти, що спочатку було розумінням… Ні відчуження, ні живий музей: просто слід основних мов, які цивілізація забула. Сантерія — це корінь, що входить у серце кубинського народу, і лідери, незважаючи на оновлене покриття, мали дурне, плоске бачення, без глибини; вони не звільнилися з точки зору колонізатора… Чорне, корінне населення, стародавні люди втілюють концепції, які не збігаються із західним менталітетом, але які не можуть призвести до відмови від спадщини, яка належить до природного складу нашого коріння. Причини Заходу однобокі. Універсальна причина повинна враховувати культурне розмаїття та цінність походження.
На зворотному шляху до Колумбії літак зупиняється в Мексиці, де Ребетез вирішує залишитися. Там він вивчає реставрацію колоніального мистецтва та працює в художній галереї. Завдяки своїм знанням археології він береться за пошук археологічних скарбів, веде переговори з торговцями доколумбовими предметами і, як і на Кубі, отримує глибокі знання про минуле тубільців країни. У Мексиці він читає Бредбері, Стерджена, Азімова, Лавкрафта, Олдоса Гакслі, Артура Кларка та починає писати науково-фантастичні оповідання. У 1964 році він опублікував свою першу книгу оповідань і віршів: Очі пісочного годинника. У ті роки він мав контакти з Карлосом Монсівайсом, Артуро Ріпштейном, Ефраїном Уертою, Вісенте Леньєро, Хуаном Хосе Арреолою, Хуаном Рульфо, Хосе Луїсом Куевасом, Сальвадором Елісондо, Хорхе Портільєю та, головним чином, з Алехандро Ходоровським, з яким він здійснив кілька спільних проєктів… Найвідомішим із них був би журнал Crononauta, перше латиноамериканське видання, присвячене науковій фантастиці. У 1966 році він написав те, що можна вважати першим колумбійським есе про наукову фантастику під назвою «Наукова фантастика: четвертий вимір літератури». У 1967 році він опублікував До нової передісторії, який мало розповсюджувався в Колумбії та був погано сприйнятий критиками.
У цей час він пише історії, які потрапляють в експерименти нового мексиканського кіно. На початку 1970-х він засновує невелику кінокомпанію і працює кінопродюсером. Мояно розповідає про свій досвід роботи в кіно:
Ребетец береться за зйомки документального та аргументованого водночас фільму в пошуках terra incognita магічних ініціацій у мазатекських обрядах, у святах, що збереглися на півострові Юкатан, у церемоніях вуду серед гаїтян, у таємницях яґе серед корінних жителів річки Піра-Парана, в надрах Амазонки, на території Ваупес і в змінених пропорціях міських ритуалів, які незвичайним чином виникли серед молоді шістдесятих років, у ритмі лізергінової кислоти і глибоко викривальні психотропи. Назва фільму — «Магія», а його приводом — вибрані фрагменти «Пополь Вух», священної книги майя. У цьому фільмі були записані пісні Марії Сабіни та її доньки Марії Полонії, а також екстатичні транси чаклунів і шаманів, у виробництві, яке зайняло понад два роки напруженої роботи.
У роботах Ребетеца багато містики, езотерики та псевдонауки, які в його релятивістському баченні є такими ж дійсними, як і сучасні науки. Він редагує псевдонаукові книги, такі як його версія Таро Водолія та його версія І Цзин. Вивчайте роботу Гурджієва. Після симпозіуму з буддистської філософії він залишається в Японії на рік, після чого перекладає трактат Дзен під назвою Книга Дракона та пише передмову. Він відвідав Сполучені Штати, де познайомився з іранськими дервішами.
Знову, повертаючись до Колумбії, він зробив зупинку на острові Провіденсія, де він прожив останні чотирнадцять років і де написав книги Вони називають світанок та Інші історії та Оповідання про кохання, жах та інші таємниці, разом з іншими творами Провидіння, такими як Останній притулок і острівна кулінарна книга. У середині 1980-х років він подорожував до Туреччини, де познайомився з суфізмом зблизька, що спонукало його написати містико-псевдонаукову працю Одіссея світла, де він встановив паралель між суфістською філософією та досягненнями науки. Його епітафія звучить наполовину жартома, наполовину показуючи своє бачення космосу: «Є ще більше».

### Нова передісторія та інші казки (1967)
Ця книга є початком Ребетеца у фантастичній літературі. Він копіює вже широко висвітлені теми, такі як відьми, мутації, вампіри, пірати, живі мерці та надприродні істоти з незначним власним внеском. З іншого боку, в деяких оповіданнях він пропонує парадокси, метафікційні ігри та критику релігії, що є найвидатнішою частиною тексту. Кінець людства, яким ми його знаємо, є центральною темою Нової передісторії, в якій стверджується, що людина перебуває на етапі своєї еволюції, який може змусити її повернутися до варварства через мутації чи інволюції. Релятивізація людських звичаїв і подолання бінарних ролей також є частиною основних пропозицій Ребетеца. У Новій передісторії вже можна оцінити гностичні тези, які пізніше домінуватимуть у стилі колумбійського письменника.

### Вони називають це світанком та інші історії (1996)
У Вони називають це світанком та інші історії Ребетец включає 10 історій із Нової передісторії та доповнює їх, щоб сформувати корпус із 22 історій та есе про наукову фантастику. Кінець людини та її дегуманізація продовжує хвилювати Ребетец. Гностична теза суфізму набагато помітніша в цьому творі, і ця течія починає помічатися в Ребетеца як можливе спасіння людини. У свою чергу, історії про піратів, на які вплинула його резиденція на острові Провіденсія, зроблені з полем у тексті. У його есе про наукову фантастику ясно, що цей жанр (і фантастична література загалом) стали жертвами гомадянської війни в Колумбії, тому що, не даючи сучасності вкоренитися в країні, науковій фантастиці бракувало сировини. Неможливо поставити під сумнів вплив сучасності в країні, яка її ще не досягла.

### Казки про кохання, жах та інші таємниці (1998)
Оповідання про кохання, жах та інші таємниці стануть останньою книгою Ребетеца за його життя. У ньому є пролог і шістнадцять оповідань, з них десять нових. У цьому томі стає очевидним гностицизм Ребетеца, який із прологу стверджує, що кожна історія є Коаном, який розглядається як загадка чи мораль, розгадка якої дозволить читачеві трохи просунутися у своєму духовному сходженні. У Оповіданнях про кохання наукова фантастика та фентезі сприймаються лише як виправдання для поширення свого роду суфійського гностичного євангелія. Ці жанри були б просто іншою логікою, щоб вийти за межі бінарного мислення. Страх регресу чи дегуманізації було подолано новою надією, якою буде цей гностичний шлях до знання.

## Культурне значення
Написавши більшу частину своїх творів у Мексиці, Ребетец вважається одним із найважливіших мексиканських авторів наукової фантастики. У той же час у Колумбії він разом із Антоніо Мора Велесомвважається одним із батьків колумбійської наукової фантастики.

## Твори
Казки
- Очі пісочного годинника: оповідання та вірші, Мексика, Пахаро Каскабель, 1964
- Нова передісторія та інші історії, Мексика, Діана, 1967
- Вони називають це світанком та інші історії, Богота, Третій світ, 1996
- Розповіді про кохання, жах та інші таємниці, Богота, Cooperativa editorial magisterio, 1998

Роздуми
- Наукова фантастика: четвертий вимір літератури, Мексика, вересень 1966 р
- Блискавка: алхімік, Ролданілло, Packaging Editions of the Lightning Museum, 1990
- Одіссея світла: Наука і суфізм, Богота, Мартінес Рока, 1997
- Провіденсія: останній притулок, Богота, Третій світ, 1998

Відгуки
- Сьогоднішня книга, Мексика, Діана, 1968

Як видавець
- Наукова фантастика: коротка антологія жанру, Мексика, вересень, 1966
- Сан-Андрес і Провіденсія: острівна гастрономія, Богота, нова цифрова графіка, 1997
- Сучасники майбутнього, Богота, Еспаса, 2000